# Schizammina
Schizammina es un género de foraminífero bentónico de la familia Schizamminidae, de la superfamilia Astrorhizoidea, del suborden Astrorhizina y del orden Astrorhizida. Su especie tipo es Schizammina labyrinthica. Su rango cronoestratigráfico abarca el Holoceno.

## Discusión
Clasificaciones previas incluían Schizammina en el suborden Textulariina del orden Textulariida.

## Clasificación
Schizammina incluye a las siguientes especies:
- Schizammina andamana
- Schizammina arborescens
- Schizammina atlantideae
- Schizammina furcata
- Schizammina galatheae
- Schizammina labyrinthica
- Schizammina pacifica